# Magomed Daudov
Magoméd Chožachmédovič Daúdov (in russo Магоме́д Хожахме́дович Дау́дов?; in ceceno Даудан Хожахьмадан Мохьмад, Daudan Xoƶaẋmadan Moẋmad; Špakovskoe, 26 febbraio 1980) è un politico, generale e dirigente sportivo russo di etnia cecena.
È il primo ministro della Repubblica Cecena dal 25 maggio 2024.

## Biografia

### Primi anni e formazione
Daudov è nato il 26 febbraio 1980 nel villaggio di Špakovskoe (odierna Michajlovsk), nel distretto di Špakovskij, Stavropol, nell'allora RSFS Russa. Il villaggio natale di suo padre era il villaggio di Geldagan (distretto di Kurčaloevskij, Repubblica Cecena) ma, al momento della nascita di Magomed, i Daudov vivevano temporaneamente nel territorio russo. I suoi genitori, Khožakhmed Abdulvakhabovič (1957 - 2013) e Makka Uvaysovna (1959 - 2009), ebbero in seguito altri due figli, Šeikhmagomed (1981) e Milana (1985).
Si è diplomato al liceo di Geldagan. Dal 1997 al 1999 ha studiato presso la Scuola Pedagogica Gudermes.
Daudov aveva 19 anni quando scoppiò la seconda guerra cecena e si arruolò tra le file dei militanti ceceni separatisti, diventando un ufficiale sotto Šamil' Basaev.
In un'intervista Magomed raccontò di quando passò dalla parte dei federalisti: "quando Akhmat-Hadji annunciò l'amnistia, mi nascosi da mia zia. Non avevo sangue addosso e uscii subito dalla foresta, come fecero migliaia di altri ragazzi".

### Educazione superiore
Ha ottenuto una laurea in economia finanziaria alla Università statale del Daghestan nel 2004. Successivamente nel 2009 si è laureato in giurisprudenza presso l'Istituto di finanza e diritto di Machačkala.
Nel 2011 si è laureato in giurisprudenza presso l'Accademia di gestione del ministero degli affari interni della Russia.

## Carriera militare
Dopo essere stato perdonato da Kadyrov, nel 2002 Daudov diventò il comandante di un plotone speciale di sicurezza al servizio del presidente ceceno.
Nel giugno 2004 ha iniziato a prestare servizio come comandante della compagnia delle forze speciali "Akhmat Kadyrov" sotto il Ministero degli Affari Interni della Repubblica Cecena.
Il 13 febbraio 2006 fu coinvolto in un'operazione speciale dove uccise l' "emiro" del villaggio di Avtury, Džabrail Abdurzakov, nascosto ad Urus-Martan per scopi terroristici. Circondata la casa del sospettato, le forze di polizia chiesero ad Abdurzakov di costituirsi. Il separatista oppose resistenza, facendo fuoco con armi automatiche. Daudov avrebbe fatto irruzione nell'abitazione e ucciso l'uomo armato. Nel settembre 2006 supervisionò e diresse un'altra operazione speciale: la liquidazione dei fratelli Muskiev. Uno dei fratelli, Isa, era considerato un leader di gruppi separatisti armati che agivano nei distretti di Argun, Šalinskij e Kurčaloevskij.
Dal dicembre 2006 all'aprile 2007 è stato vicecomandante e capo di stato maggiore dell'unità di polizia speciale OMON della Cecenia (dal 2019 OMON "Akhmat-Groznyj").
Dall'aprile 2007 al marzo 2010 è stato a capo del dipartimento degli affari interni per il distretto di Šali.

## Carriera politica
Nel 2010 lasciò l'MVD per dedicarsi alla politica, venendo nominato vice primo ministro della Cecenia.
Dal maggio 2012 al giugno 2015 è stato segretario di gabinetto, responsabile dell'amministrazione generale del governo.
Il 15 maggio 2024 Daudov si è dimesso dalla posizione di presidente del parlamento ceceno, carica che ha ricoperto dal 2015. Nel 24 maggio dello stesso anno, è stato nominato primo ministro della Repubblica Cecena dal leader Kadyrov venendo approvato dal parlamento il giorno seguente. A dicembre, a seguito del XXII Congresso di Russia Unita, è entrato nel consiglio supremo del partito.

## Vita privata

### Famiglia
Nel 2001 si è sposato con Aset Movlaevna, sua ex compagna del liceo. Con lei ha dieci figli, quattro femmine e sei maschi. Altre fonti citano che ne abbia dodici. I figli si chiamano in ordine: Linda (2003), Iman (2004), Umar (2006), Ramzan (2007), Movldi (2009), Makka (2010), Medni (2012), Jusup (2014), Abubakar (2015) e Usman (2016).
Il 1º gennaio 2024, ad Aset è stato conferito il premio di "Madre eroica". Il 29 maggio dello stesso anno Umar Daudov è stato nominato viceministro dello sport.

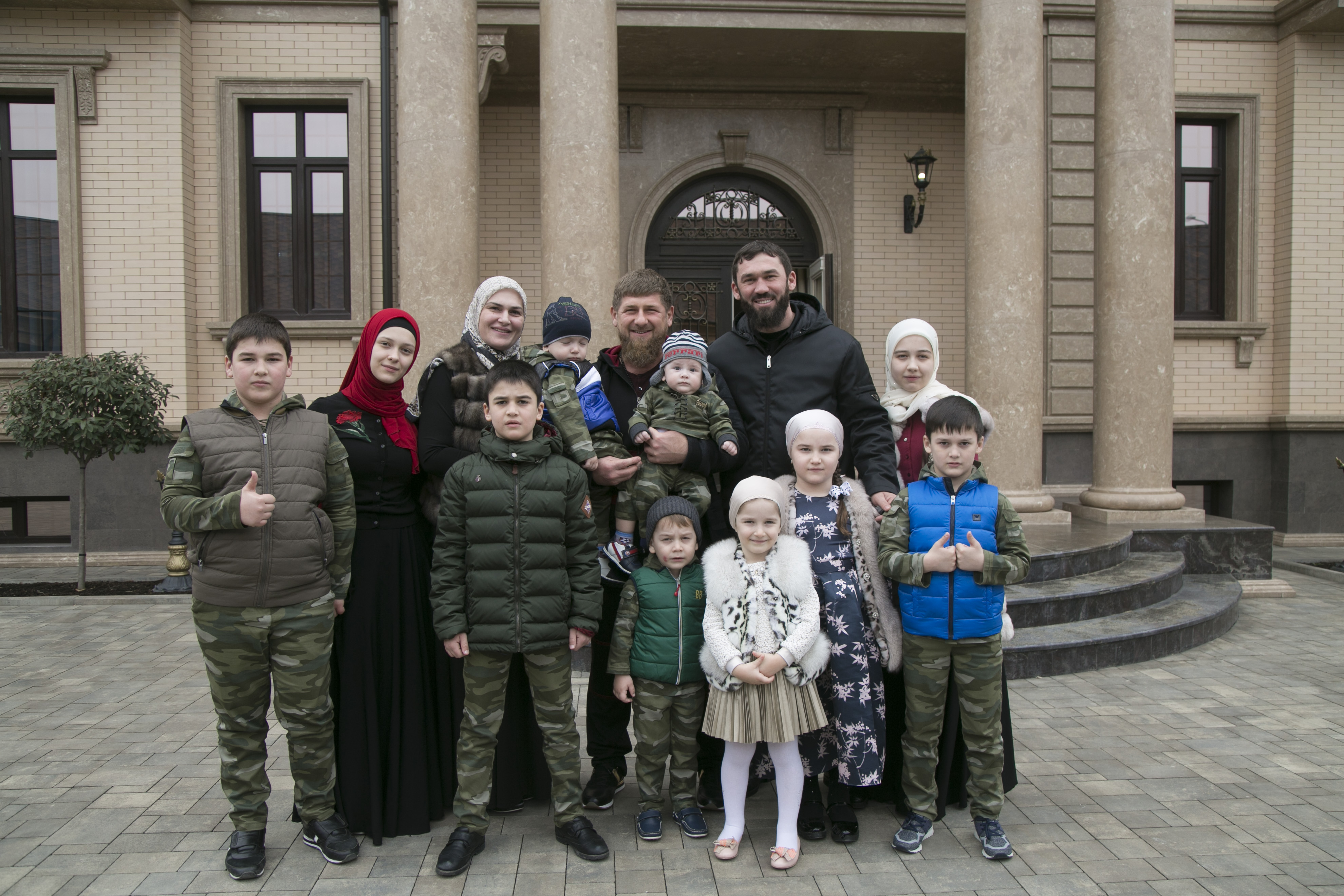
La famiglia Daudov con Ramzan Kadyrov

### Calcio
È stato dal 2004 il vicepresidente della squadra di calcio Akhmat Groznyj per poi diventarne il presidente dal 28 novembre 2011 fino 23 maggio 2024 quando è stato sostituito da Akhmat Kadyrov, figlio di Ramzan Kadyrov.

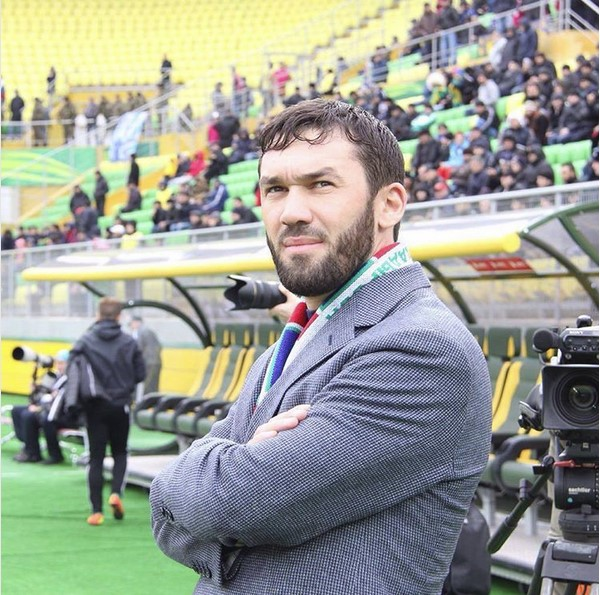
Daudov come presidente della Terek Groznyj (oggi Akhmat) 2013

### Soprannome
Daudov è soprannominato "Lord". Secondo una versione, ricevette questo soprannome da Ramzan Kadyrov per il suo "stile inglese" nell'abbigliamento quando lo incontrò per la prima volta. Daudov stesso affermò che "Lord" era il suo nominativo durante le due guerre cecene.

### Religione
Daudov è un praticante musulmano e ha completato l'ḥajj alla Mecca. È in favore della legalizzazione della poligamia in Cecenia.

### Dediche
Nel 2007 hanno intitolato la via Tirov e il liceo dove ha studiato nel villaggio di Geldagan a Daudov.
Nel 2011 è stata inaugurata una moschea nel villaggio di Geldagan intitolata a sua madre, Makka Daudova.

## Sanzioni
Nel 2014 Daudov è stato aggiunto alla lista delle sanzioni Magnitsky per violazioni dei diritti umani, in particolare per la sua partecipazione al pestaggio e alla tortura del prigioniero politico ceceno Ruslan Kutaev.
Dal 2018 la Lettonia ha vietato a Daudov l'ingresso nel paese.
Nel 2020 il Regno Unito ha imposto sanzioni contro Daudov in quanto “responsabile di tortura e altre violazioni dei diritti umani contro le persone LGBT in Cecenia”.
Dal 2022 la Polonia ha vietato a Daudov l'ingresso nel paese.